# Кастрокьело
Кастрокьело (итал. Castrocielo) — коммуна в Италии, располагается в регионе Лацио, подчиняется административному центру Фрозиноне.
Население составляет 3749 человек, плотность населения составляет 139 чел./км². Занимает площадь 27 км². Почтовый индекс — 03030. Телефонный код — 0776.
Покровительницей коммуны почитается святая Лукия Сиракузская. Праздник ежегодно празднуется 13 декабря.